# Macho Women with Guns
 (mai 2022).
Si vous disposez d'ouvrages ou d'articles de référence ou si vous connaissez des sites web de qualité traitant du thème abordé ici, merci de compléter l'article en donnant les références utiles à sa vérifiabilité et en les liant à la section « Notes et références ».
Macho Women with Guns (parfois abrégé en MWWG) est un jeu de rôle américain comique. Il a été créé par Greg Porter et édité par Blacksburg Tactical Research Center en 1988, et réédité en 1989, 1994 puis en 2003 (cette dernière version emploie le D20 System). 
Ce jeu de rôle parodie la tendance des jeux de rôle et de la science-fiction en général à représenter régulièrement des femmes fortes et dominatrices munies de grosses armes phalliques. Il se passe sur une Terre post-apocalyptique où Satan et Dieu ont envoyé des armées féminines pour se faire la guerre et rebâtir la société selon leurs désirs. Des portails dimensionnels créés par ce conflit permettent de se déplacer vers des mondes parallèles.
Macho Women with Guns a été traduit en français en 2002 par l'éditeur Le Septième Cercle, en gardant son titre anglais.